# 3-MeO-PCE
3-Metoksieticiklidin (3-MeO-PCE), takođe poznat kao metoksieticiklidin, je disocijativni anestetik koji je kvalitativno sličan PCE i PCP i prodat je na internetu kao dizajnirana droga.
Dana 18. oktobra 2012. godine, Savetodavno veće za zloupotrebu lekova u Ujedinjenom Kraljevstvu objavilo je izveštaj o metoksetaminu, rekavši da je „štetnost metoksetamina srazmerna klasi B Zakona o zloupotrebi droga (1971)“, uprkos činjenici da zakon ne klasifikuje lekove na osnovu štetnosti. Izveštaj je dalje sugerisao da bi svi analozi metoksetamina takođe trebalo da postanu lekovi klase B i predložio opštu klauzulu koja pokriva postojeće i neistražene arilcikloheksamine, uključujući 3-MeO-PCE.
Ovaj izveštaj je takođe opisao profil vezivanja metoksetamina za receptore i tri dodatna disocijativna sredstva 3-MeO-PCP, 4-MeO-PCP i 3-MeO-PCE, pokazujući da imaju značajan afinitet za PCP mesto NMDA receptora (NMDAR), a kasnije je i objavljen u detaljnijem obliku.

## Pravni status
3-MeO-PCE je zabranjen u Švedskoj i Švajcarskoj.
Prema čileanskom Zakonu o drogama] svi estri i etri PCE su ilegalni. Kako je 3-MeO-PCE etar PCE-a, on je stoga nezakonit.